# Gian Luca Zattini
Gian Luca Zattini (Meldola, 12 aprile 1955) è un politico italiano, sindaco di Forlì dall'11 giugno 2019.

## Biografia
Laureato in medicina e chirurgia all'Università di Bologna, svolge la professione di odontoiatra. Nel 1975 entra per la prima volta in politica facendosi eleggere al consiglio comunale di Meldola nelle file della Democrazia Cristiana.
Nel 2009 viene eletto sindaco della sua città per la lista civica Noi Meldolesi. Verrà riconfermato nel 2014.
Nel 2019, al termine del suo secondo mandato da sindaco, decide di candidarsi a sindaco di Forlì con una coalizione di centro-destra, che comprende Lega, Forza Italia, Fratelli d'Italia, Il Popolo della Famiglia e la lista civica Forlì Cambia. Vince al ballottaggio con il 53,07% dei voti, diventando il primo sindaco di centro-destra di Forlì dal secondo dopoguerra. Si insedia ufficialmente l'11 giugno 2019. 
Alle consultazioni del 2024 è sostenuto dalle stesse liste e viene confermato sindaco al primo turno con il 50,63%.